# Uncharted: Eye of Indra

Uncharted: Eye of Indra est un comic animé en trois parties, faisant partie de la série Uncharted et distribué sur le PlayStation Network.
Les aventures se situent avant Uncharted: Drake's Fortune.

## Développement
Neil Druckmann, du studio Naughty Dog, annonça le comic animé le 13 octobre 2009.
Les dessins ont été réalisés par Marco Castiello puis mis en animation par Sony.
Il se comporte de 4 épisodes. Le premier a été distribué gratuitement et les 3 suivants vendus au prix de 0.99€. À partir du 10 décembre 2009, il est possible de télécharger les 4 épisodes ainsi qu'un pack de 3 revêtements pour le multijoueur au prix de 2.99€. la version Game of the Year d'Uncharted 2: Among Thieves contient le comic animé.
L'épisode 1 est sorti le 22 octobre 2009, l'épisode 2 le 22 novembre 2009, et les épisodes 3 et 4 le 4 décembre 2009.
À noter que c'est toujours Nolan North qui double Nate.

## Personnages
Nate va rencontrer Eddy Raja que l'on retrouve dans Uncharted: Drake's Fortune. C'est le meneur d'une bande de pirates indonésien.
Deux autres personnages vont être centraux, mais ne vont apparaître que dans cette histoire :
- Daniel Pinkerton, un criminel américain vivant en Indonésie, possédant 2 des 3 artéfacts d'Indra : le Courroux d'indra (Wrath of Indra) et le Chemin d'Indra (path of Indra) qui veut à tout prix obtenir l'Œil d'Indra (Eye of Indra);
- Rika, une indonésienne